# Campylopus angustiretis
Campylopus angustiretis là một loài Rêu trong họ Dicranaceae. Loài này được (Austin) Lesq. & James mô tả khoa học đầu tiên năm 1884.